# Don Edwards (zanger)
Don Edwards (Boonton (New Jersey), 20 maart 1939 – 23 oktober 2022) was een Amerikaanse countryzanger, gitarist en acteur. Hij heeft in totaal 17 albums uitgebracht, waaronder het album High Lonesome Cowboy die hij heeft opgenomen met Peter Rowan en Tony Rice.
In 2005 werd Edwards in de Western Music Association Hall of Fame opgenomen.

## Biografie
Edwards verliet zijn huis toen hij 16 was om te werken in Texas. Hij maakte zijn eerste debuut, toen hij gehuurd werd als acteur, stuntman en zanger voor het attractiepark Six Flags Over Texas. Hij werkte daar een aantal jaar voordat hij naar  Nashville ging om een platenlabel te vinden. In 1980 bracht hij zijn eerste professionele album uit, Happy Cowboy.
Edwards woonde op een ranch met zijn vrouw in de buurt van Hico, in Texas. Hij werd 83 jaar oud.

## Albums
| Jaar | Album                                         | Label                         |
| ---- | --------------------------------------------- | ----------------------------- |
| 1980 | Happy Cowboy                                  | Sevenshoux                    |
| 1990 | Desert Nights and Cowtown Blues               | Sevenshoux                    |
| 1992 | Songs of the Trail                            | Warner Bros.                  |
| 1993 | Goin' Back To Texas                           | Warner Bros.                  |
| 1994 | The Bard and the Balladeer: Live from Cowtown | Warner Bros.                  |
| 1996 | West Of Yesterday                             | Warner Bros.                  |
| 1997 | Saddle Songs                                  | Shanachie                     |
| 1998 | The Best of Don Edwards                       | Warner Western                |
| 1998 | My Hero, Gene Autry: A Tribute                | Western Jubilee Recording Co. |
| 2000 | A Prairie Portrait                            | Shanachie                     |
| 2001 | On the Trail                                  | Western Jubilee Company       |
| 2001 | Kin To The Wind: Memories Of Martin Robbins   | Shanachie                     |
| 2004 | Last Of The Troubadours: Saddle Songs Vol. 2  | Shanachie                     |
| 2004 | High Lonesome Cowboy                          | Shanachie                     |
| 2006 | Moonlight & Skies                             | Dualtone Music                |
| 2009 | Heaven on Horseback                           | Western Jubilee Company       |
| 2010 | American                                      | Western Jubilee Company       |

## Filmografie
- Sergeant Deadhead (1965)
- Mannix (1967-1971)
- Mission: Impossible (1971)
- The Horse Whisperer (1998)[4]

## Trivia
- Het nummer "Coyotes" uit het album Goin' Back To Texas[5] werd gebruikt in de laatste minuten van de documentaire Grizzly Man.[6]

- International Standard Name Identifier: 0000 0000 6667 1457
- Library of Congress Control Number: no98078036
- MusicBrainz: bf69a157-325d-4b73-a11a-fce8079e539c
- SNAC: w6349kjr
- Virtual International Authority File: 44670148
- WorldCat: E39PBJh4xyFXCRRmyyV9Rtv4MP